# Gorynychus
Gorynychus (il cui nome fa riferimento al drago a tre teste Zmey Gorynych [Змей Горыныч] dalla mitologia russa) è un genere estinto di terapside vissuto nel Permiano centrale in quella che oggi è Kotelnich, in Russia. Il genere comprende due specie, la specie tipo G. masyutinae e G. sundyrensis.

## Descrizione
La specie, nota solo per il suo olotipo, era all'incirca della taglia di un lupo e sembrerebbe essere stato il più grande predatore della fauna di Kotelnich. Come molti theriodonti, presenta canini molto sviluppati e prominenti.

## Paleoecologia

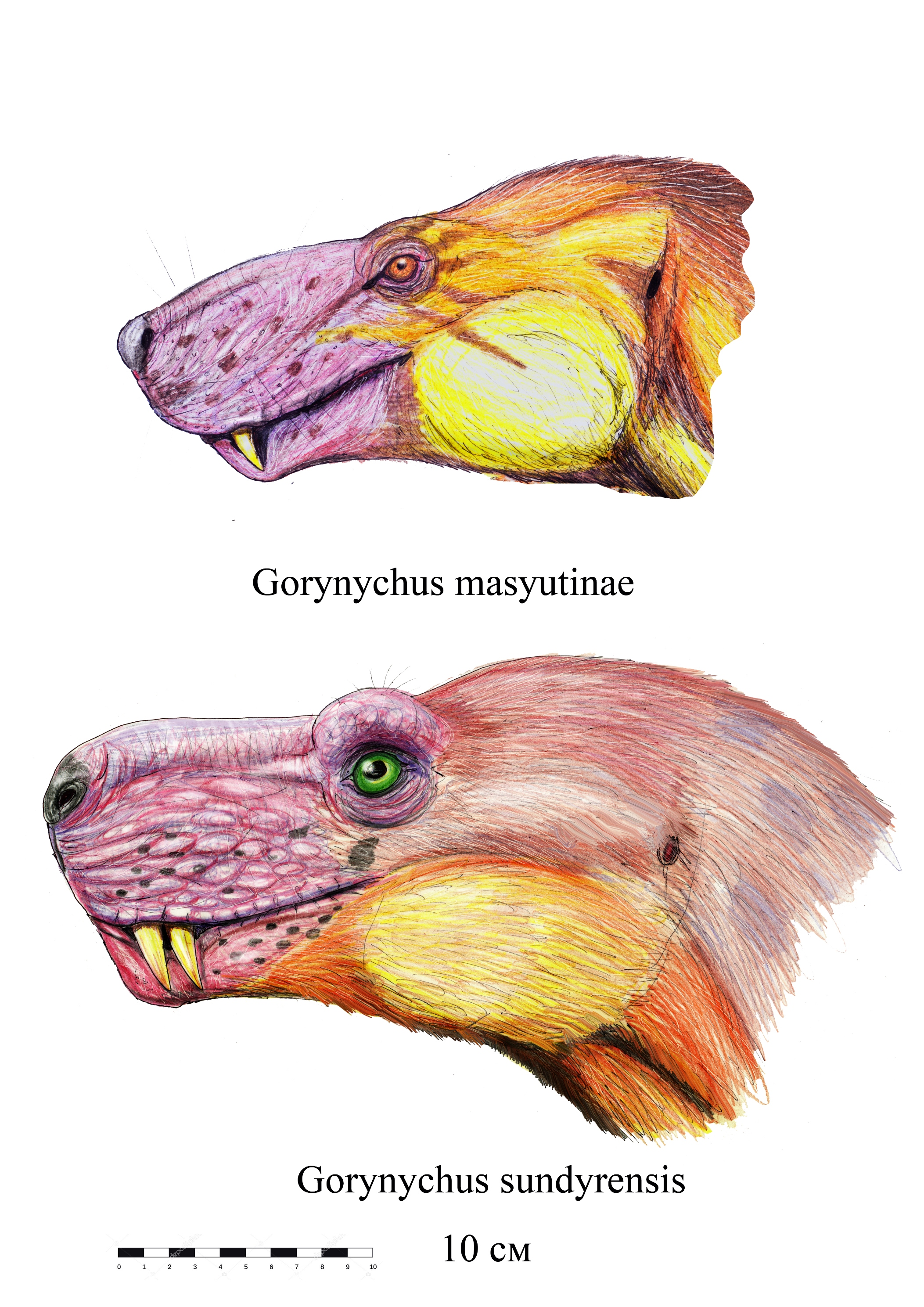
Ricostruzione della testa delle due specie note di Gorynychus

La scoperta di un grande terocefalo, che rappresentava il superpredatore del suo habitat, e del piccolo gorgonopside notturno Nochnitsa, nella stessa formazione indica che all'epoca si stava verificando un turnover faunistico, in cui i terocefali stavano pian piano soppiantando i gorgonopsidi come superpredatori del loro ambiente.